# Club Atlético Gimnasia y Esgrima de Jujuy
Der Club Atlético Gimnasia y Esgrima de Jujuy ist ein  Sportverein aus San Salvador de Jujuy, einer Stadt am Fuße der Anden im Nordwesten Argentiniens. Obwohl der Name übersetzt Turn- und Fechtverein bedeutet, ist er heute vor allem für seine Fußballabteilung bekannt. Die erste Mannschaft spielt in der Primera División und ist damit die erfolgreichste der Region.

## Geschichte
Der sportliche Aufstieg der Fußballmannschaft des Klubs begann in den 1960er Jahren. 1965 nahm er zum ersten Mal an einer argentinischen Fußballmeisterschaft teil. Bei den acht Teilnahmen bis 1985 war der größte Erfolg der 4. Platz im Jahr 1975. Nach der Einrichtung des modernen Ligasystems 1985 musste der Verein zunächst eine Durststrecke durchmachen, in der er bis in die dritte Liga, das Torneo del Interior abstieg. 1993 stieg er zurück in die Nacional B auf und marschierte direkt durch bis in die erste Liga, in die er 1994 nach einem souverän errungenen Meistertitel der zweiten Liga aufstieg. 
Bis 2000 blieb Gimnasia in der Primera División und erreichte im Clausura 1998 den 4. Platz. 2005 konnte der Klub wieder aufsteigen und erreichte im Clausura 2006 wiederum den vierten Platz, was bis heute die beste Platzierung blieb. Heute hat sich der Verein als einziger Nordargentiniens in der Primera División etabliert.

## Bekannte Spieler
- Guillermo Imhoff